# Sako Suban
Sako Suban is een bestuurslaag in het regentschap Musi Banyuasin van de provincie Zuid-Sumatra, Indonesië. Sako Suban telt 1187 inwoners (volkstelling 2010).